# Hans Carstensen

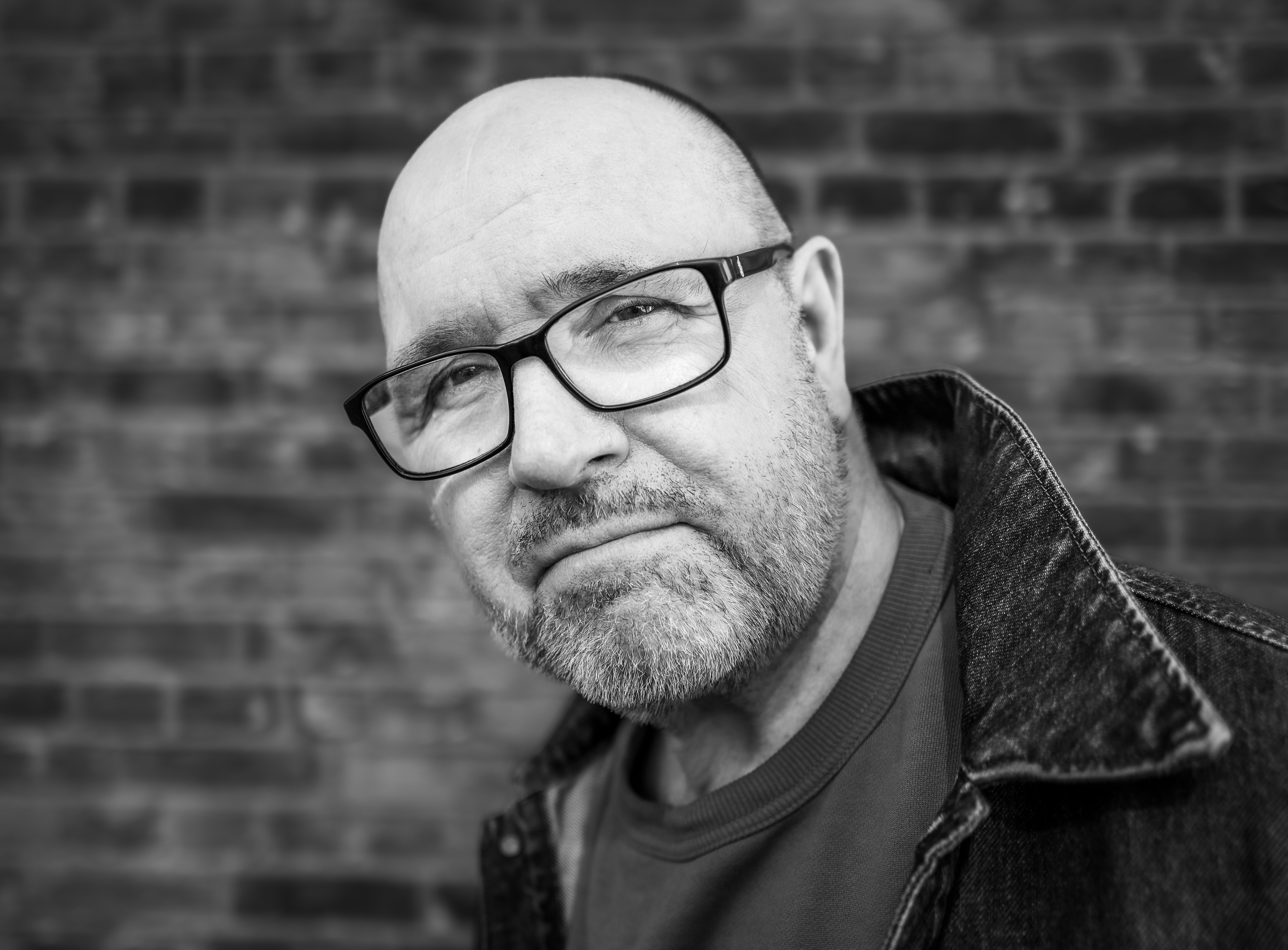
Hans Carstensen, 2023.

Hans Carstensen är en svensk författare, textcoach och ståuppkomiker.

## Prosa
Hans Carstensen har gett ut elva romaner och ett antal fackböcker.
Han debuterade med thrillern Efter herr van Damme (Norstedts, 1996) som också utkom i pocketen 341(PAN/Norstedts, 1997) tillsammans med Mats Kempes och Ulrika Sundbäcks debut. Omslaget gjordes av Dan Wolgers.
2008 kom romanen Poker Mongo (Bonnier Carlsen) som handlar om 17-årige Tomas Råstedt från Gävle som rymmer undan ett åtal för att försöka spela livet som om det vore ett pokerparti. I efterordet till pocketupplagan av Poker Mongo (En bok för alla, 2010) skriver Mats Berggren att Hans Carstensen skriver om unga män som inte har hittat sina manliga förebilder och tillägger att Carstensen vill anknyta till en amerikansk realistisk tradition. Hans Carstensen har också publicerat romanen Stand-up Psycho (Bonnier Carlsen, 2009). 
Carstensen skrev den första läroboken i standup comedy på svenska, Bli ståuppkomiker (Bokförlaget Skrivrit, 2018). Boken består av föreläsningar, övningar och intervjuer med etablerade komiker, som till exempel Henrik Schyffert, Babben Larsson, Johan Glans, Marika Carlsson, Messiah Hallberg, Karin Adelsköld, Ann Westin, Al Pitcher med flera.
På senare tid har Hans Carstensen skrivit en serie om fyra agentromaner om den 59-åriga förskolläraren Daphne Söderlund som tvingas tillbaka till sitt uppdrag inom Säpo och Must. Den första romanen i Hökenserien Under hökens vingar(Southside Stories, 2021) lästes även in som ljudbok av Gunilla Leining. De övriga tre romanerna i Höken-serien har även de kommit som ljudbok med samma uppläsare.
Hans Carstensen har också skrivit en ljudbokserie kallad Biblioteksmysterierna som handlar om Nadia Kemp, bibliotekarie på Gävle stadsbibliotek, som löser mordgåtor tillsammans med en polis. Nadia Kemp ser berättelser som ett sätt att kartlägga all mänsklig samvaro och psykologi, och kan genom böcker se mönster i allt som händer. Romanerna heter Den osynliga mördaren och Den försvunna mamman, och är skrivna i genren bibliomystery
Carstensen har även coachat flera författare till romankontrakt. Bland dessa märks bland annat Charlotte Al-Khalili, Elinore Brandén, Johanna Bergström, Helena Lindegren, Emilia Millares, Stefan Norrthon, Tina Trender och Lars-Johan Åge.

## Standup comedy
Sedan 2016 spelar Carstensen sin standup comedy-show ”Tänk Punk!” i Sverige. Showen är en 50 minuters standup-föreställning som reser tillbaka till 70-talet, Ebba Grön, Tant Strul och pogodancing. Sensmoralen är att punkens filosofi kan vara en frigörande aha-upplevelse för 2000-talet. Tänk inte om det går, tänk bara att det går. ”Tänk Punk!” hade urpremiär på Å-krogen i Gävle den 24 april 2016. En premiär som Gefle Dagblads Peter Alzén recenserade.

## Dramatik
Tre av Carstensens radiopjäser har satts upp. 
Spöken ser din bara nacke (Sveriges Radio P3), Symfoni för en stympad fiol (Sveriges Radio P1) och En sista söndag i Mossen (Sveriges Radio P1).